# (100863) 1998 HQ54
(100863) 1998 HQ54 es un asteroide perteneciente al cinturón de asteroides, región del sistema solar que se encuentra entre las órbitas de Marte y Júpiter, descubierto el 21 de abril de 1998 por el equipo del Lincoln Near-Earth Asteroid Research desde el Laboratorio Lincoln, Socorro, Nuevo México, Estados Unidos.

## Designación y nombre
Designado provisionalmente como 1998 HQ54. 

## Características orbitales
1998 HQ54 está situado a una distancia media del Sol de 2,370 ua, pudiendo alejarse hasta 2,696 ua y acercarse hasta 2,044 ua. Su excentricidad es 0,137 y la inclinación orbital 4,782 grados. Emplea 1333,03 días en completar una órbita alrededor del Sol.

## Características físicas
La magnitud absoluta de 1998 HQ54 es 16,3. 